# Stary cmentarz żydowski w Strzyżowie
Stary cmentarz żydowski w Strzyżowie – został założony w XVIII wieku i znajdował się przy obecnej ul. Daszyńskiego. Uległ zniszczeniu podczas II wojny światowej - na jego miejscu znajduje się obecnie boisko szkolne.